# Labeobarbus brevispinis
Labeobarbus brevispinis es una especie de peces de la familia Cyprinidae, orden Cypriniformes.
Son peces dulceacuícolas africanos que pueden llegar alcanzar los 23 cm de longitud total.